# Reactievorming
Reactievorming is een term uit de psychologie, die voor het eerst werd gebruikt door Sigmund Freud. Riskante verlangens worden onderdrukt door op overdreven wijze tegenovergestelde houdingen en gedragingen tentoon te spreiden. Hij zal bijvoorbeeld niet alleen boze gevoelens jegens iemand ontkennen maar zich tevens met klem uitspreken voor zijn liefde. Wat een doeltreffende manier is om zichzelf, zo niet de anderen te misleiden over de aanwezigheid van een onaanvaardbare impuls.
Voorbeeld: een moeder die wil ontkomen aan haar afkeer van een ongewenst kind, overstelpt het kind met bezorgde genegenheid.